# Festa Major de Granollers

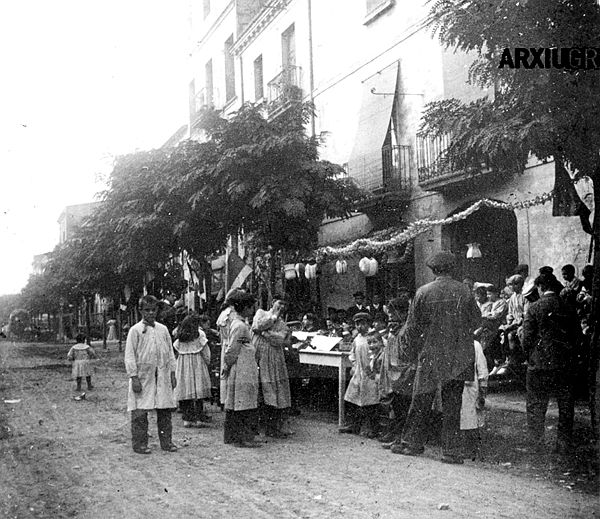
Celebració de la Festa Major de Granollers o del sant de barri de la carretera entre 1900 i 1912.

La Festa Major de Granollers és una de les festes més populars de Catalunya. Es tracta d'una festa major popular de nova tradició, ja que el model actual va establir-se el 1983. Se centra en la rivalitat festiva entre la Colla dels Blancs i la Colla dels Blaus, les quals competeixen per veure quina organitza les millors activitats, anima més la festa i aconsegueix guanyar més actes de competició. Se celebra sempre en l'última setmana d'agost a partir del darrer dijous.

## L'origen

### De la festa major d'hivern a la festa d'estiu i nou moviment associatiu (segle XIX-1930)
Com és habitual a la majoria de poblacions, la Festa Major de Granollers coincideix amb la festivitat del Sant Patró de la vila. En aquest cas es tracta de Sant Esteve (patró de l'Església parroquial de la ciutat) que se celebra el 26 de desembre. Davant dels diversos inconvenients que representava celebrar aquesta festa en dates hivernals i nadalenques, l'ajuntament va demanar el 1858 el permís papal per a celebrar l'onomàstica de Sant Esteve a l'estiu, concretament la primera setmana de setembre, segons consta en les actes municipals conservades a l'Arxiu de la ciutat.
Així va ser com va deixar-se de celebrar la Festa Major d'Hivern de Granollers, a partir del 1857. Estava composta per balls, tronades, cercaviles. Un dels esdeveniments més celebrats era el Foc de Sant Esteve, davant del carrer del Portalet.
Pel que fa a la nova Festa Major d'Estiu, tal com explica Cruz, la festa no era gaire diferent del que es feia a altres llocs. Se celebrava els dies 1, 2, 3 i 4 de setembre. Els primers anys sembla que alguns sectors de la vila no recolzaven el canvi de data, però a través dels anys es troben notícies a la premsa sobre cercaviles de gegants i cap-grossos, balls d'envelat, processons i altres activitats festives tradicionals.
El canvi de dates de la Festa Major per celebrar-la coincidir amb la creació de noves associacions culturals de la ciutat, com la Societat Coral Amics de la Unió (1877), el Casino (1880), el Centre Catòlic (1881), la Unió Liberal (1887) i l'Alhambra (1891). Mentre que l'Ajuntament organitzava els actes de caràcter tradicional i folklòric, com els gegants i els nans, les tronades del migdia i els castells de foc i artifici, les associacions organitzaven el programa de balls i concerts. Destacaven especialment els balls i els entremesos.

### La davallada de la festa major (1930-1979)
A partir de 1930 la festa es trasllada a l'últim dijous d'agost, data en què encara se celebra actualment. Durant el període 1936-1939 la festa va deixar-se de celebrar a causa de la Guerra Civil Espanyola. En instaurar-se el govern franquista es reprèn la celebració de la festa tot i que les moltes activitats que abans de la guerra s'organitzaven des de les diverses entitats de la ciutat van perdre pes, ja fos per la desaparició d'algunes d'aquestes organitzacions com per les dificultats econòmiques del moment. Tot i això, l'ajuntament organitzava actes de pirotècnia, espectacles infantils, cercaviles, actuacions teatrals i competicions esportives a la plaça de l'Ajuntament (en l'actualitat, Plaça de la Porxada). A partir d'aquesta data, la festa major va patir una forta davallada, mentre que la Fira i Festes de l'Ascensió guanyava popularitat.

### El paper dels governs democràtics

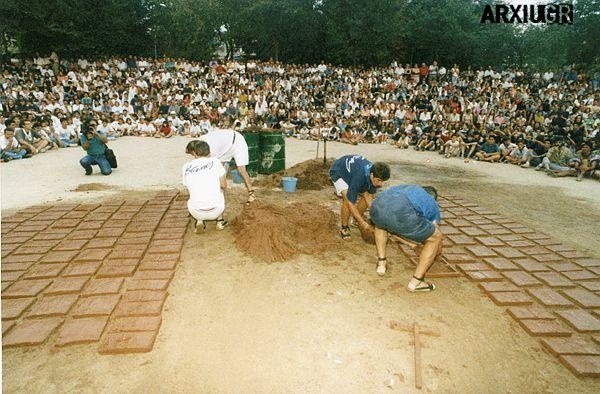
Concurs de rajolers al Parc Torras Villà, 1994.

A partir de 1979, amb el nou ajuntament democràtic, sorgeixen iniciatives de participació popular en el disseny de la festa com les propostes dels grups La Murga i La Farinera. Aquestes iniciatives no van acabar de quallar fins que el 1983 un grup de joves van recuperar una anècdota relatada per Amador Garrell Alsina al seu llibre Granollers Vila Oberta, que recull una notícia de la premsa local de 1897 segons la qual es va celebrar a la ciutat una juguesca entre dos rajolers a veure qui era capaç de fabricar més rajoles en un temps determinat. Un es deia Rayo i l'altre Maynou i sembla que en el moment la competició va generar molta expectativa creant-se dos bàndols entre els granollerins segons el rajoler al qual donaven suport (i per qui havien apostat diners) identificant-se els seguidors d'en Rayo amb el color blanc i els d'en Maynou amb el color blau.

### Una festa major de nova tradició (1983 - actualitat)
Aquesta anècdota es va recuperar doncs el 1983 com a punt de partida per a crear dues colles: els Blancs i els Blaus. Els impulsors de la idea, vinculats a l'Associació de Veïns de sota el Camí Ral, van formar doncs la colla dels Blaus, i van trobar el suport del Casal del Jove de la ciutat per a trobar persones que formessin la Colla dels Blancs. Un cop formades les dues colles la proposta es va presentar a l'ajuntament que la va rebre de forma totalment positiva originant-se així la Festa Major de Blancs i Blaus que representa un model innovador que s'ha imitat a altres poblacions de Catalunya.
El 2020 la festa es va suspendre per causa de la pandèmia de COVID-19 a Catalunya, mentre que el 2021 es va dur a terme una festa major amb actes organitzats per l'Ajuntament, prescindint dels actes de competició.
El 2023 es va celebrar el 40è aniversari de la festa, en què Blancs va organitzar un museu al Gra recopilant l'experiència de les quatre dècades, i Blaus va organitzar el Museu Episcoblau, amb una mostra de totes les samarretes de la colla des dels seus inicis.

## Organització

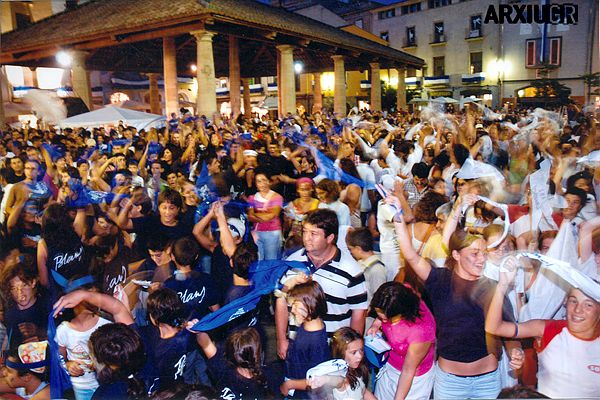
Repte de Festa Major, a la plaça de la Porxada, 2004.

La festa major se celebra l'última setmana d'agost i dura nou dies. Comença dissabte. Diumenge se celebra una cercavila de les dues colles i en acabar es realitza el repte, un acte en el qual el guanyador de l'edició anterior repta el perdedor a vèncer-lo. Cada any la Festa Major té un fil conductor o centre d'interès i cada acte que organitza un grup de cada colla ha de tenir a veure amb aquest fil. A partir del diumenge de després del repte se segueixen organitzant diferents actes i activitats i les diverses competicions. Destaquen actes com el Correaigua, el Correfoc, els Versots o la Cremada de l'Ajuntament.
El dijous es fa el pregó acompanyat per una cercavila amb altres entitats de Granollers que també participen en la Festa Major, com ara els diables de Granollers, els Gegants o els Xics de Granollers. Tant una colla com l'altra està formada per molts grups. Per exemple, a la colla dels Blancs hi ha, entre d'altres, els grups de Les dames de foc, FIMAC, Mushow, Les guapes, Els gegantons, Takachombo, etc. I en la colla dels Blaus podem trobar els grups Blaus Street Music Band, La Guita de Blaus, Fòssils Blaus i molts altres. La festa s'acaba el diumenge, amb un veredicte final que pronuncia l'speaker de la festa, Pep Callau, des del balcó de l'Ajuntament.

## Competició
Des de 1983, la Festa Major de Granollers consisteix en una competició entre dos grups i per decidir l'últim diumenge qui ha guanyat. A banda dels actes i de la capacitat d'animació de les dues colles, s'organitzen actes de competició que també puntuen:
- Correvent infantil i d'adults
- L'estirada de corda entre els dos equips, amb dues categories, la infantil i la d'adults.
- La passada de rajoles és una altra competició on també hi ha les dues categories per a poder participar-hi tothom.
- Matinal de Jocs: el campionat de futbolí, dominó i d'escacs.
- El llançament de rajoles.
- El concurs de rajolers. Participen el rajoler i el seu respectiu ajudant de cada colla, anomenat 'bailo'. El rajoler de la Colla dels Blancs es diu David Galí i el dels Blaus Miquel Locubiche.[10]

Això no obstant, es tracta d'un combat lúdic. Amb els actes de competició també es valoren les accions proposades per les colles en matèria de diversitat, participació, innovació i organització. La decisió del guanyador de cada any de la Festa Major depèn d'un jurat anònim, són ciutadans de Granollers que van puntuant les diferents activitats i actes de cada colla. Amb l'anunci del veredicte a més són presentats els membres anònims del jurat.

## Participació
Participar en la Festa Major és tan fàcil com comprar-se una samarreta blanca o blava i un mocador del mateix color que la samarreta. Hi ha moltes activitats on es pot participar tant per grans com petits i d'aquesta manera ja es forma part de la Festa Major. També si es coneix a algú que ja forma part d'algun grup que està en una colla hom s'hi pot afegir i formar part d'aquell grup i realitzar totes les activitats i actes que realitzin.

### Entitats participants
- Colla dels Blancs
- Colla dels Blaus
- Xics de Granollers
- Gegants de Granollers
- Esbart Dansaire de Granollers
- Drac de Granollers
- Diables de Granollers

## Símbols

### La Guimbada
És l'himne de la Festa Major. Es canta per primer cop quan s'acaba el repte de la festa. Quan sona per primer cop, indica que els Blancs i Blaus ja es poden posar el mocador de festa major. Lletra de Jaume Sesé i música de Martí Ventura: 
Quan l’estiu s'acaba
i s'acosta anar a currar
Granollers fa festa
i no pensa en l’endemà
Quan l’agost culmina
i comença a fresquejar
la gent es transforma
tant se val qui guanyarà
Visca els Blancs, ei! ei! ei! ei! ei! ei!
Visca els Blaus, ei! ei! ei! ei! ei!
Blancs i Blaus ara és l’hora d’estripar
Anirem a ballar a la Porxada
i de festa, de festa
ballarem fins a la matinada
i veurem sortir el sol
I després a la Plaça del Cony
vinga a beure i a beure
ja veurem qui seran els millors,
el diumenge ho diran al balcó.

### El Relat de la Festa Major
Des del 2000, l'Ajuntament de Granollers, a través de la Comissió de Festa Major, convida a personalitats conegudes a conèixer en primera persona la festivitat, perquè l'expliqui des del seu punt de vista. Aquestes persones, habitualment escriptors, dibuixants o presentadors de televisió, ofereixen el seu punt de vista de la ciutat a través del Relat de Festa Major. Relators de la Festa Major:
- 2000: Empar Moliner
- 2001: Matthew Tree
- 2002: Toni Sala
- 2003: Carles Capdevila i Eva Piquer
- 2004: Laila Karrouch
- 2005: Xavier Moret
- 2006: Albert Sánchez Piñol
- 2007: Gemma Lienas
- 2008: Màrius Serra
- 2009: Joan Soler i Amigó
- 2010: desert
- 2011: Vicenç Villatoro
- 2012: Juanjo Sáez
- 2013: Gemma Ruiz
- 2014: Eloi Vila
- 2015: Pau Miró
- 2016: Anna Ballbona
- 2017: Donat Putx
- 2018: Flavita Banana
- 2019: Josep Pedrals
- 2020: no es va celebrar la Festa Major
- 2021: desert
- 2022: Ivette Nadal
- 2023: Joel Díaz
- 2024: Laura Grau[14]

### La Pedra de l'Encant
El bloc de gres vermell que hi ha a la Porxada, la Pedra de l'Encant, dona nom a la revista de la Festa Major: la Pedra de l'Encant.